# Lista de governadores do Tocantins
Esta é uma lista de governantes do estado do Tocantins (criado pela Constituição de 1988 da cisão da parte norte do estado de Goiás).
O Tocantins é um estado da federação, sendo governado por três poderes, o executivo, representado pelo governador, o legislativo, representado pela Assembleia Legislativa do Tocantins, e o judiciário, representado pelo Tribunal de Justiça do Estado do Tocantins e outros tribunais e juízes. Também se permite, nas decisões do governo, a participação popular, que dar-se-á sob a forma de referendos e plebiscitos.
O município de Palmas é quem detém o maior número de eleitores, com 172 344 mil destes. Em seguida aparecem Araguaína, com 102,8 mil eleitores, Gurupi (55,2 mil eleitores), Porto Nacional (37,1 mil eleitores) e Paraíso do Tocantins, Colinas do Tocantins e Araguatins, com 31,5 mil, 21,6 mil e 21,1 mil eleitores, respectivamente. O município com menor número de eleitores é São Félix do Tocantins, com 1,3 mil.
Tratando-se sobre partidos políticos, 34 dos 35 partidos políticos brasileiros possuem representação no estado. Conforme informações divulgadas pelo Tribunal Superior Eleitoral (TSE), com base em dados de outubro de 2016, o partido político com maior número de filiados no Tocantins é o Partido do Movimento Democrático Brasileiro (PMDB), com 32 824 membros, seguido do Partido Progressista (PP), com 19 083 membros e do Democratas (DEM), com 18 304 filiados. Completando a lista dos cinco maiores partidos políticos no estado, por número de membros, estão o Partido da Social Democracia Brasileira (PSDB), com 17 197 membros; e o Partido da República (PR), com 12 926 membros. Ainda de acordo com o Tribunal Superior Eleitoral, o Partido Novo (NOVO) e o Partido Socialista dos Trabalhadores Unificado (PSTU) são os partidos políticos com menor representatividade na unidade federativa, com 4 e 9 filiados, respectivamente. Não há membros do Partido da Causa Operária (PCO) no Tocantins, na data de divulgação supracitada.
O estado foi governado, de 1.º de janeiro de 2015 a 22 de março de 2018, e de 6 a 19 de abril do mesmo ano, por Marcelo de Carvalho Miranda (PMDB), tendo como vice-governadora Cláudia Lelis (PV). O Tribunal Superior Eleitoral cassou os mandatos de ambos e uma eleição suplementar foi marcada para o dia 3 de junho. O atual governador é Wanderlei Barbosa (Republicanos), com mandato até 31 de dezembro de 2026, tendo como vice  Laurez Moreira.

## Governadores do Tocantins
Partidos

      Partido Democrata Cristão
      Partido da Frente Liberal
      Partido do Movimento Democrático Brasileiro
      Partido Progressista Reformador/Partido Progressista Brasileiro

      Partido Democrático Trabalhista
      Partido Popular Socialista
      Partido da Social Democracia Brasileira
      Partido Social Liberal
      Solidariedade
      Partido da República
      Partido Verde
      Partido Humanista da Solidariedade
      Republicanos
| №  | Governador (Nascimento–Falecimento) | Governador (Nascimento–Falecimento) | Retrato | Eleito              | Início do mandato     | Fim do mandato        | Partido político     | Vice-governador                                     | Cargo público anterior                              | Notas e refs             |
| -- | ----------------------------------- | ----------------------------------- | ------- | ------------------- | --------------------- | --------------------- | -------------------- | --------------------------------------------------- | --------------------------------------------------- | ------------------------ |
| 1  |                                     | Siqueira Campos (1928–2023)         |         | 1988                | 1º de janeiro de 1989 | 15 de março de 1991   | PDC                  | Darci Martins Coelho                                | Deputado federal por Goiás                          |                          |
| 2  |                                     | Moisés Avelino (1940–)              |         | 1990                | 15 de março de 1991   | 1º de janeiro de 1995 | PMDB                 | Paulo Sidnei Antunes                                | Deputado federal por Tocantins                      |                          |
| 3  |                                     | Siqueira Campos (1928–2023)         |         | 1994                | 1º de janeiro de 1995 | 4 de abril de 1998    | PPR                  | Raimundo Boi                                        | Governador do Tocantins                             | [ nota 1 ]               |
| 4  |                                     | Raimundo Boi (1946–)                |         | —                   | 4 de abril de 1998    | 1º de janeiro de 1999 | PFL                  | vago                                                | Vice-governador do Tocantins                        |                          |
| 5  |                                     | Siqueira Campos (1928–2023)         |         | 1998                | 1º de janeiro de 1999 | 1º de janeiro de 2003 | PFL                  | João da Cruz                                        | Governador do Tocantins                             |                          |
| 6  |                                     | Marcelo de Carvalho Miranda (1961–) |         | 2002 2006           | 1º de janeiro de 2003 | 8 de setembro de 2009 | PFL                  | Raimundo Boi                                        | Deputado estadual do Tocantins                      | [ nota 2 ]               |
| 6  |                                     | Marcelo de Carvalho Miranda (1961–) | PMDB    | 2002 2006           | 1º de janeiro de 2003 | 8 de setembro de 2009 | Paulo Sidnei Antunes |                                                     | Deputado estadual do Tocantins                      | [ nota 2 ]               |
| 7  |                                     | Carlos Henrique Gaguim (1961–)      |         | 2009 (indireta)     | 9 de setembro de 2009 | 1º de janeiro de 2011 | PMDB                 | Eduardo Machado                                     | Deputado estadual do Tocantins                      | [ nota 3 ]               |
| 8  |                                     | Siqueira Campos (1928–2023)         |         | 2010                | 1º de janeiro de 2011 | 4 de abril de 2014    | PSDB                 | João Oliveira                                       | Governador do Tocantins                             | [ nota 4 ]               |
| 9  |                                     | Sandoval Cardoso (1977–)            |         | 2014 (indireta)     | 4 de abril de 2014    | 1º de janeiro de 2015 | SD                   | Tom Lyra                                            | Deputado estadual do Tocantins                      | [ nota 5 ]               |
| 10 |                                     | Marcelo de Carvalho Miranda (1961–) |         | 2014                | 1º de janeiro de 2015 | 27 de março de 2018   | PMDB                 | Claudia Lelis                                       | Governador do Tocantins                             | [ nota 6 ]               |
| —  |                                     | Mauro Carlesse (1960–)              |         | —                   | 27 de março de 2018   | 6 de abril de 2018    | PHS                  | vago                                                | Presidente da Assembleia Legislativa do Tocantins   | [ nota 7 ]               |
| —  |                                     | Marcelo de Carvalho Miranda (1961–) |         | 2014                | 6 de abril de 2018    | 19 de abril de 2018   | PMDB                 | Claudia Lelis                                       | Governador do Tocantins                             | [ nota 8 ]               |
| 11 |                                     | Mauro Carlesse (1960–)              |         | 2018 (suplem.) 2018 | 19 de abril de 2018   | 11 de março de 2022   | PHS                  | Wanderlei Barbosa (a partir de 25 de junho de 2018) | Presidente da Assembleia Legislativa do Tocantins   | [ nota 9 ] [ 17 ] [ 18 ] |
| 11 | DEM                                 | Mauro Carlesse (1960–)              |         | 2018 (suplem.) 2018 | 19 de abril de 2018   | 11 de março de 2022   |                      | Wanderlei Barbosa (a partir de 25 de junho de 2018) | Presidente da Assembleia Legislativa do Tocantins   | [ nota 9 ] [ 17 ] [ 18 ] |
| 11 | PSL                                 | Mauro Carlesse (1960–)              |         | 2018 (suplem.) 2018 | 19 de abril de 2018   | 11 de março de 2022   |                      | Wanderlei Barbosa (a partir de 25 de junho de 2018) | Presidente da Assembleia Legislativa do Tocantins   | [ nota 9 ] [ 17 ] [ 18 ] |
| 12 |                                     | Wanderlei Barbosa (1964–)           |         | 2022                | 11 de março de 2022   | em exercício          | Republicanos         | Vago                                                | Vice-governador do Tocantins no cargo de Governador | [ nota 10 ]              |
| 12 | Laurez Moreira                      | Wanderlei Barbosa (1964–)           |         | 2022                | 11 de março de 2022   | em exercício          | Republicanos         |                                                     | Vice-governador do Tocantins no cargo de Governador | [ nota 10 ]              |

## Governadores por longevidade
Abaixo estão listados os governadores do Tocantins por ordem decrescente de idade no dia 20 de agosto de 2025. O Tocantins foi o último estado brasileiro com todos os seus governadores vivos.
| №       | Nome                        | Nascimento            | Idade              | Local de nascimento   |
| ------- | --------------------------- | --------------------- | ------------------ | --------------------- |
| 1/3/5/8 | Siqueira Campos             | 1 de agosto de 1928   | 94 anos e 337 dias | Crato, CE             |
| 2       | Moisés Avelino              | 20 de maio de 1940    | 85 anos e 92 dias  | Santa Filomena, PI    |
| 7       | Carlos Henrique Gaguim      | 21 de abril de 1961   | 64 anos e 121 dias | Ceres, GO             |
| 4       | Raimundo Boi                | 31 de agosto de 1946  | 78 anos e 354 dias | Miracema do Norte, GO |
| 11      | Mauro Carlesse              | 25 de junho de 1960   | 65 anos e 56 dias  | Terra Boa, PR         |
| 6/10    | Marcelo de Carvalho Miranda | 10 de outubro de 1961 | 63 anos e 314 dias | Goiânia, Goiás        |
| 9       | Sandoval Cardoso            | 19 de março de 1977   | 48 anos e 154 dias | Goiânia, GO           |
| 12      | Wanderlei Barbosa           | 12 de março de 1964   | 61 anos e 161 dias | Porto Nacional, GO    |

## Governadores por local de nascimento
Abaixo estão listados os governadores do Tocantins por local de nascimento. Até o momento, nenhum governador nasceu no estado do Tocantins, desmembrado oficialmente de Goiás em 5 de outubro de 1988. No entanto, apenas um governador nasceu no território onde hoje está localizado Tocantins. É Raimundo Boi, nascido na cidade de Miracema do Norte, que mudou de nome para Miracema do Tocantins após o desmembramento. Para que seja possível um governador nascido no estado de Tocantins após a cisão, ele precisaria ter, no máximo, 36 anos e 319 dias de idade em 20 de agosto de 2025.
| Cidade            | UF     | Relação de governadores                       |
| ----------------- | ------ | --------------------------------------------- |
| Goiânia           | Goiás  | Marcelo de Carvalho Miranda, Sandoval Cardoso |
| Ceres             | Goiás  | Carlos Gaguim                                 |
| Crato             | Ceará  | Siqueira Campos                               |
| Miracema do Norte | Goiás  | Raimundo Boi                                  |
| Santa Filomena    | Piauí  | Moisés Avelino                                |
| Terra Boa         | Paraná | Mauro Carlesse                                |